# Dietmar Nöckler
Dietmar Nöckler (Bruneck, 29 september 1988) is een Italiaanse langlaufer. Hij vertegenwoordigde zijn vaderland op de Olympische Winterspelen 2014 in Sotsji en op de Olympische Winterspelen 2018 in Pyeongchang.

## Carrière
Nöckler maakte zijn wereldbekerdebuut in februari 2009 in Valdidentro. In november 2011 scoorde hij in Kuusamo zijn eerste wereldbekerpunten. In januari 2012 behaalde de Italiaan in Toblach zijn eerste toptienklassering in een wereldbekerwedstrijd. Op de wereldkampioenschappen langlaufen 2013 in Val di Fiemme eindigde Nöckler als achttiende op de 50 kilometer klassieke stijl, als 35e op de sprint en als 38e op de 30 kilometer skiatlon. Op de estafette eindigde hij samen met Giorgio Di Centa, Roland Clara en David Hofer op de vierde plaats. Tijdens de Olympische Winterspelen van 2014 in Sotsji eindigde hij als 32e op de 15 kilometer klassieke stijl en als 37e op de sprint. Samen met Giorgio Di Centa, Roland Clara en David Hofer eindigde hij als vijfde op de estafette, op de teamsprint eindigde hij samen met Federico Pellegrino op de elfde plaats.
In Falun nam de Italiaan deel aan de wereldkampioenschappen langlaufen 2015. Op dit toernooi veroverde hij samen met Federico Pellegrino de bronzen medaille op de teamsprint, op de estafette eindigde hij samen met Francesco De Fabiani, Roland Clara en Federico Pellegrino op de zesde plaats. Op de wereldkampioenschappen langlaufen 2017 in Lahti eindigde Nöckler als 24e op de 15 kilometer klassieke stijl. Samen met Federico Pellegrino sleepte hij de zilveren medaille in de wacht op de teamsprint, op de estafette eindigde hij samen met Francesco De Fabiani, Giandomenico Salvadori en Federico Pellegrino op de achtste plaats. Tijdens de Olympische Winterspelen van 2018 in Pyeongchang eindigde hij als 21e op de 50 kilometer klassieke stijl en als 37e op de 30 kilometer skiatlon. Samen met Federico Pellegrino eindigde hij als vijfde op de teamsprint.

## Resultaten

### Olympische Winterspelen
| Jaar | Plaats      | Resultaten                                                                                               |
| ---- | ----------- | --- |
| 2014 | Sotsji      | 37e Sprint (vrije stijl) 32e 15 km klassieke stijl 11e Teamsprint (klassieke stijl) 5e 4x10 km estafette |
| 2018 | Pyeongchang | DNF 15 km vrije stijl 37e 30 km skiatlon 21e 50 km klassieke stijl 5e Teamsprint (vrije stijl)           |

### Wereldkampioenschappen
| Jaar | Plaats        | Resultaten                                                                                     |
| ---- | ------------- | ---------------------------------------------------------------------------------------------- |
| 2013 | Val di Fiemme | 35e Sprint (klassieke stijl) 28e 30 km skiatlon 18e 50 km klassieke stijl 4e 4x10 km estafette |
| 2015 | Falun         | Teamsprint (vrije stijl) · 6e 4x10 km estafette                                                |
| 2017 | Lahti         | 24e 15 km klassieke stijl · Teamsprint (klassieke stijl) · 8e 4x10 km estafette                |

### Wereldbeker
Eindklasseringen
| Seizoen   | Algm | DI  | SP  | TdS |
| --------- | ---- | --- | --- | --- |
| 2011/2012 | 103e | 92e | 64e | 48e |
| 2012/2013 | 40e  | 32e | 61e | 31e |
| 2013/2014 | 104e | 72e | 79e | DNF |
| 2014/2015 | 34e  | 32e | –   | 21e |
| 2015/2016 | 70e  | 50e | –   | DNF |
| 2016/2017 | 60e  | 47e | –   | DNF |
| 2017/2018 | 92e  | 60e | –   | DNF |
| 2018/2019 | 110e | 76e | –   | DNF |
| 2020/2021 | 146e | 94e | –   | –   |

Wereldbekerzeges
| Datum           | Plaats     | Onderdeel                |
| Estafettes      | Estafettes | Estafettes               |
| --------------- | ---------- | ------------------------ |
| 17 januari 2016 | Planica    | Teamsprint (vrije stijl) |